# Konklawe 1431
Konklawe 1-3 marca 1431 – pierwsze konklawe, jakie odbyło się po zakończeniu Wielkiej schizmy zachodniej. W jego wyniku papieżem został Eugeniusz IV.

## Sytuacja w Kościele w chwili śmierci Marcina V
Papież Marcin V, wybrany na konklawe podczas Soboru w Konstancji, zmarł 20 lutego 1431 roku. Podstawowym celem jego pontyfikatu było przywrócenie papiestwu autorytetu zachwianego w okresie tzw. niewoli awiniońskiej i Wielkiej schizmy zachodniej. Choć przestrzegał większości zobowiązań podjętych na Soborze w Konstancji (m.in. na 1431 rok zwołał kolejny sobór do Bazylei), jednak zdecydowanie przeciwstawiał się tezom koncyliarystów o wyższości soboru nad papieżem i bronił prymatu następcy św. Piotra w Kościele.
Kolegium Kardynalskie, będące najbardziej uprzywilejowaną korporacją w Kościele, obawiało się ruchu koncyliarnego bodaj jeszcze bardziej niż sam papież. Już w Konstancji podważano przywileje kardynalskie np. ich wyłączność na wybieranie papieży. Z tego powodu większość kardynałów z niepokojem oczekiwała otwarcia obrad soboru bazylejskiego. Z drugiej strony Święte Kolegium walczyło także o większe uprawnienia do kontrolowania poczynań papieża i na tym tle dochodziło do konfliktu z Marcinem V, który bronił swoich uprawnień w sposób bardzo zdecydowany. Kardynałowie zgromadzeni na konklawe po jego śmierci chcieli wybrać człowieka, który z jednej strony będzie ostro sprzeciwiał się tendencjom koncyliarnym, a z drugiej będzie bardziej uległy wobec Kolegium Kardynalskiego.

## Lista uczestników
Święte Kolegium liczyło 22 członków, jednak aż trzech z nich nie było uznawanych za elektorów, gdyż do chwili śmierci Marcina nie otrzymali jeszcze insygniów kardynalskich. Spośród pozostałych dziewiętnastu kardynałów w konklawe wzięło udział czternastu:
- Giordano Orsini (nominacja kardynalska: 12 czerwca 1405) – kardynał biskup Albano; prymas Świętego Kolegium Kardynałów; penitencjariusz większy; komendatariusz opactwa terytorialnego Farfa
- Antonio Correr CanReg; Kardynał z Bolonii[3] (9 maja 1408) – kardynał biskup Porto e Santa Rufina
- Antonio Panciera; Kardynał z Akwilei[3] (6 czerwca 1411) – kardynał prezbiter S. Susanna; protoprezbiter Świętego Kolegium Kardynałów; administrator diecezji suburbikarnej Tusculum; kamerling Świętego Kolegium Kardynałów
- Gabriele Condulmer CanReg; Kardynał ze Sieny[3] (9 maja 1408) – kardynał prezbiter S. Clemente; komendatariusz kościoła prezbiterialnego S. Maria in Trastevere
- Branda Castiglione; Kardynał z Piacenzy[3] (6 czerwca 1411) – kardynał prezbiter S. Clemente
- Jean de la Rochetaillée; Kardynał z Rouen[3] (24 maja 1426) – kardynał prezbiter S. Lorenzo in Lucina; archiprezbiter bazyliki liberiańskiej; administrator archidiecezji Rouen i archidiecezji Besançon; komendatariusz opactwa terytorialnego S. Vincenzo al Volturno
- Louis Aleman CanReg; Kardynał z Arles[3] (24 maja 1426) – kardynał prezbiter S. Cecilia; administrator archidiecezji Arles
- Antonio Cassini; Kardynał S. Marcello[3] (24 maja 1426) – kardynał prezbiter S. Marcello; administrator diecezji Grosseto
- Juan Cervantes; Kardynał S. Pietro[3] (24 maja 1426) – kardynał prezbiter S. Pietro in Vincoli; administrator diecezji Tui
- Alfonso Carrillo de Albornoz (22 września 1408) – kardynał diakon S. Eustachio; komendatariusz kościoła prezbiterialnego Ss. IV Coronati; protodiakon Świętego Kolegium Kardynałów; archiprezbiter bazyliki laterańskiej; administrator diecezji Sigüenzy
- Lucido Conti (6 czerwca 1411) – kardynał diakon S. Maria in Cosmedin; archiprezbiter bazyliki watykańskiej; protektor zakonu krzyżackiego
- Hugues de Lusignan; Kardynał z Cypru[3] (24 maja 1426) – kardynał diakon S. Adriano; administrator archidiecezji Nikozji; komendatariusz opactwa terytorialnego Montevergine
- Ardicino della Porta; Kardynał z Novary[3] (24 maja 1426) – kardynał diakon Ss. Cosma e Damiano
- Prospero Colonna (24 maja 1426) – kardynał diakon S. Giorgio in Velabro

Sobór w Konstancji uznał ważność nominacji kardynalskich wszystkich trzech obediencji okresu schizmy. Siedmiu elektorów było nominatami Marcina V, trzech – pizańskiego antypapieża Jana XXIII (Panciera, Castiglione i Conti), dwóch – rzymskiego papieża Grzegorza XII (Correr i Condulmer), a po jednym – rzymskiego papieża Innocentego VII (Orsini) i awiniońskiego antypapieża Benedykta XIII (Carillo).

### Nieobecni
Pięciu elektorów nie było obecnych w Rzymie:
- Pierre de Foix OFM (1414) – kardynał prezbiter S. Stefano al Monte Celio; administrator diecezji Comminges
- Niccolò Albergati OCarth; Kardynał S. Croce[3] (24 maja 1426) – kardynał prezbiter S. Croce in Gerusalemme; administrator diecezji Bolonia; legat papieski we Francji
- Henry Beaufort; Kardynał z Winchester[3] (24 maja 1426) – kardynał prezbiter S. Eusebio; administrator diecezji Winchester; legat a latere w Anglii i Irlandii
- Domingo Ram CanReg; Kardynał z Léridy[3] (24 maja 1426) – kardynał prezbiter Ss. Giovanni e Paolo; administrator diecezji Léridy
- Giuliano Cesarini; Kardynał S. Angelo (24 maja 1426) – kardynał diakon S. Angelo in Pescheria; legat papieski w Niemczech

Kardynał Pierre de Foix został mianowany przez antypapieża Jana XXIII, pozostali byli nominatami Marcina V.

### Kardynałowie bez uprawnień elektorskich
Trzech kardynałów nominowanych przez Marcina V nie było uznawanych za pełnoprawnych członków Świętego Kolegium z uwagi na brak dopełnienia wszystkich obrzędów związanych z ich nominacją. Niedopuszczenie kardynała Domenico Capranici było jednak naruszeniem rozporządzenia Marcina V z 24 maja 1426, w którym nakazał dopuszczenie go do udziału w konklawe bez względu na to, czy jego nominacja zostanie upubliczniona do tego czasu:
- Juan Casanova OP; Kardynał S. Sisto[3] (8 listopada 1430) – kardynał prezbiter S. Sisto; administrator diecezji Elne
- Guillaume Ragenel de Montfort (8 listopada 1430) – kardynał prezbiter bez tytułu; biskup Saint-Malo
- Domenico Capranica; Kardynał z Fermo[3] (24 maja 1426) – kardynał diakon S. Maria in Via Lata; administrator diecezji Fermo; gubernator Perugii i księstwa Spoleto

## Wybór Eugeniusza IV
Rozpoczęte wieczorem 1 marca w kościele S. Maria sopra Minerva konklawe okazało się jednym z najkrótszych w historii. 2 marca kardynałowie podpisali kapitulację wyborczą, która ograniczała prerogatywy elekta na rzecz Świętego Kolegium. Następnego dnia odbyło się głosowanie  zakończone jednomyślnym wyborem kardynała Gabriela Condulmera na papieża. Elekt przybrał imię Eugeniusza IV i 11 marca został uroczyście koronowany przez protodiakona Alfonso Carillo.